# Qun Quran
Qun Quran (Kun Kuran, Kunkrat, Qun-Qiran, Kun Kiran) (+ vers 1280) fou kan de l'Horda Oriental (Horda Blava a les fonts turcomongoles i russes i Horda Blanca a les fonts perses) coneguda com a ulus d'Orda. Era el quart fill d'Orda Khan i vers el 1251 fou designat com a hereu de l'ulus patern.
El seu germà gran Kuli fou enviat el 1256 a ajudar a Hulagu a Pèrsia i va participar en la conquesta de Bagdad el 1258 però el 1259 un cosí, Bulghai, fill de Xiban, va morir en una festa, i un altre príncep de nom Kutar, net de Tevel (un altre fill de Joci), sospitós d'haver-lo enverinat, fou enviat a Berke Khan per ser jutjat; fou considerat culpable i enviat a Hulagu per a ser castigat per aquest, i Hulagu el va fer matar; però poc després va morir Kuli, i Berke va sospitar d'un nou enverinament; les famílies dels tres prínceps es van retirar de Pèrsia i van embarcar a Derbent cap al nord. Tot això va agreujar les relacions entre Hulagu i Berke ja complicades després de la destrucció del califat el 1258, al qual Berke, com a musulmà, defensava, i les matances de musulmans a Síria. Qun Quran va donar suport a Arigh Boke en contra de Kubilai Khan vers 1265.
Va morir vers 1280 i no va deixar hereus mascles; el va succeir Köchü que alguns suposen el seu nebot i altres el seu germà que seria el mateix personatge que Kubinji (Rashid al-Din que diu que era nebot), Kapchi o Kapge (Abu l-Fida que diu que era fill) o Kochi Oghul
| Qun Quran Casa de Borjigin (Боржигин) (1206-1635) |                                           |                    |
| Precedit per: Orda Khan                           | Khan de l'Horda Blava vers 1251-vers 1280 | Succeït per: Köchü |